# GEICO
GEICO（ガイコ、Government Employees Insurance Company、直訳すると「公務員保険会社」）は、メリーランド州チェビー・チェイスに本社を置くアメリカで2番目に巨大な自動車保険会社。1936年、テキサス州フォートワースで設立された。マスコットキャラクターとしてMartin the GEICO Gecko（ヤモリのマーティン）がいる。
現在は投資持ち株会社のバークシャー・ハサウェイの傘下（完全子会社）にある。